# حسيكة أحادية الأوراق
حسيكة أحادية الأوراق (الاسم العلمي:Bidens monophylla) هي نوع من النباتات تتبع جنس الحسيكة من الفصيلة النجمية.